# Duckeanthus
Duckeanthus is een geslacht uit de familie Annonaceae. Het geslacht telt een soort die voorkomt in Brazilië.

## Soorten
- Duckeanthus grandiflorus R.E.Fr.